# Списак диносаура
Списак диносауруса који су насељавали копно у току тријаса, јуре и креде:

## Цетиосаури
| српски назив     | латински назив | доба                |
| ---------------- | -------------- | ------------------- |
| барапасаурус     |                | доња јура           |
| омеисаурус       |                | горња јура          |
| хаплокантосаурус |                | горња јура          |
| цетиосаурус      |                | средња и горња јура |
| шуносаурус       |                | средња јура         |

## Брахиосауриикамарасаури
| српски назив     | латински назив | доба                 |
| ---------------- | -------------- | -------------------- |
| брахиосаурус     |                | средња и горња креда |
| еухелопус        |                | касна креда          |
| камарасаурус     |                | горња креда          |
| опистоцеликаудиа |                | горња креда          |

## Диплодоциди
| српски назив  | латински назив | доба       |
| ------------- | -------------- | ---------- |
| амаргасаурус  |                | доња креда |
| апатосаурус   |                | горња јура |
| баросаурус    |                | горња јура |
| дикреосаурус  |                | горња јура |
| диплодокус    |                | горња јура |
| маменхисаурус |                | горња јура |
| сеизмосаурус  |                | горња јура |
| суперсаурус   |                | горња јура |
| ултрасаурус   |                | горња јура |

## Титаносаури
| српски назив    | латински назив | доба        |
| --------------- | -------------- | ----------- |
| аламосаурус     |                | горња креда |
| антарктосаурус  |                | горња креда |
| аргентиносаурус |                | горња креда |
| аргиросаурус    |                | горња креда |
| малависаурус    |                | доња креда  |
| неквенсаурус    |                | горња креда |
| салтасаурус     |                | горња креда |
| титаносаурус    |                | горња креда |
| хипселосаурус   |                | горња креда |

## Хипсилофодонти
| српски назив   | латински назив | доба         |
| -------------- | -------------- | ------------ |
| дриосаурус     |                | горња јура   |
| леелинасаура   |                | средња креда |
| тенонтосаурус  |                | доња креда   |
| фулгуротеријум |                | доња креда   |
| хипсилофодон   |                | доња креда   |

## Фабросаури
| српски назив  | латински назив | доба       |
| ------------- | -------------- | ---------- |
| ехинодон      |                | горња јура |
| лесотосаурус  |                | доња јура  |
| скутелосаурус |                | доња креда |

## Хетеродонтосаури
| српски назив      | латински назив | доба         |
| ----------------- | -------------- | ------------ |
| ликоринус         |                | доња јура    |
| пизаносаурус      |                | горњи тријас |
| хетеродонтосаурус |                | доња јура    |

## Игуанодонти
| српски назив   | латински назив | доба        |
| -------------- | -------------- | ----------- |
| вектисаурус    |                | доња креда  |
| игуанодон      |                | доња креда  |
| каловосаурус   |                | средња јура |
| камптосаурус   |                | горња јура  |
| мутабурасаурус |                | доња креда  |
| оураносаурус   |                | доња креда  |

## Хадросаури
| српски назив   | латински назив | доба        |
| -------------- | -------------- | ----------- |
| анатосаурус    |                | горња креда |
| бактросаурус   |                | горња креда |
| едмонтосаурус  |                | горња креда |
| коритосаурус   |                | горња креда |
| критосаурус    |                | горња креда |
| ламбеосаурус   |                | горња креда |
| мајасаура      |                | горња креда |
| парасауролофус |                | горња креда |
| сауролофус     |                | горња креда |
| хадросаурус    |                | горња креда |
| хипакросаурус  |                | горња креда |
| чинтаосаурус   |                | горња креда |
| шантунгосаурус |                | горња креда |

## Цератосаури
| српски назив    | латински назив | доба         |
| --------------- | -------------- | ------------ |
| компсогнатус    |                | горња јура   |
| прокомпсогнатус |                | горњи тријас |
| салтопус        |                | горњи тријас |
| целофизис       |                | горњи тријас |
| целурус         |                | горња јура   |
| цератосаурус    |                | горња јура   |

## Орнитомимиди
| српски назив   | латински назив | доба        |
| -------------- | -------------- | ----------- |
| ансеримимус    |                | горња креда |
| галимимус      |                | горња креда |
| деинохеирус    |                | горња креда |
| дромицеиомимус |                | горња креда |
| орнитомимус    |                | горња креда |
| струтиомимус   |                | горња креда |

## Дромеосаури
| српски назив     | латински назив | доба        |
| ---------------- | -------------- | ----------- |
| велоцираптор     |                | горња креда |
| деинонихус       |                | доња креда  |
| дромеосаурус     |                | горња креда |
| саурорнитолестес |                | горња креда |

## Троодонти
| српски назив  | латински назив | доба        |
| ------------- | -------------- | ----------- |
| барионикс     |                | доња креда  |
| овираптор     |                | горња креда |
| синорнитоидес |                | доња креда  |
| троодон       |                | горња креда |

## Мегалосауриисегносаури
| српски назив       | латински назив | доба                    |
| ------------------ | -------------- | ----------------------- |
| дилофосаурус       |                | доња јура               |
| ерликосаурус       |                | средња креда            |
| еустрептоспондилус |                | средња јура-горња креда |
| мегалосаурус       |                | јура                    |
| наншиунгосаурус    |                | средња-горња креда      |
| процератосаурус    |                | средња јура             |

## Алосаури
| српски назив       | латински назив | доба        |
| ------------------ | -------------- | ----------- |
| алосаурус          |                | горња јура  |
| гигантосаурус      |                | горња креда |
| кархародонтосаурус |                | доња креда  |
| неовенатор         |                | доња креда  |

## Тираносаури
| српски назив   | латински назив | доба        |
| -------------- | -------------- | ----------- |
| албертосаурус  |                | горња креда |
| алиорамус      |                | горња креда |
| дасплетосаурус |                | горња креда |
| тарбосаурус    |                | горња креда |
| тираносаурус   |                | доња креда  |

## Цератопсиди
| српски назив   | латински назив | доба        |
| -------------- | -------------- | ----------- |
| анхицератопс   |                | горња креда |
| багацератопс   |                | горња креда |
| лептоцератопс  |                | горња креда |
| микроцератопс  |                | горња креда |
| пахириносаурус |                | горња креда |
| протоцератопс  |                | горња креда |
| пситакосаурус  |                | доња креда  |
| стиракосаурус  |                | горња креда |
| трицератопс    |                | горња креда |
| центросаурус   |                | горња креда |

## Стегосаури
| српски назив    | латински назив | доба        |
| --------------- | -------------- | ----------- |
| децентрурус     |                | средња јура |
| кентросаурус    |                | горња јура  |
| лексовисаурус   |                | средња јура |
| стегосаурус     |                | горња јура  |
| туојиангосаурус |                | горња јура  |
| хуајангосаурус  |                | средња јура |

## Нодосауриианкилосаури
| српски назив  | латински назив | доба        |
| ------------- | -------------- | ----------- |
| анкилосаурус  |                | горња креда |
| едмонтонија   |                | горња креда |
| еуоплоцефалус |                | горња креда |
| нодосаурус    |                | горња креда |
| силвисаурус   |                | доња креда  |
| хилеосаурус   |                | доња креда  |

## Пахицефалосаури
| српски назив     | латински назив | доба        |
| ---------------- | -------------- | ----------- |
| пахицефалосаурус |                | горња креда |
| преноцефале      |                | горња креда |
| стегоцерас       |                | горња креда |
| хомалоцефале     |                | горња креда |